# Połtawska Rolnicza Państwowa Akademia
 Połtawska Rolnicza Państwowa Akademia (ukr.: Полтавська державна аграрна академія) – uczelnia ukraińska.
Poprzednikiem uczelni był Wydział Ogrodnictwa i Hodowli Roślin utworzony w 1920 roku przy Wyższej Szkole dla Pracujących w Połtawie. Naukę podjęło wówczas 49 studentów. W 1921 roku jednostkę przekształcono w Wydział Rolnictwa, a w 1929 roku w Instytut Rolnictwa.
W czasie II wojny światowej Instytut ewakuowano do Kurganu w Rosji.
W 2001 roku Instytut zreorganizowano i przekształcono w Akademię Rolniczą.
W ramach uczelni funkcjonują następujące jednostki :
- Wydział Ekonomii i Zarządzania w Rolnictwie
- Wydział Mechanizacji Rolnictwa
- Wydział Agronomiczny
- Wydział Inżynieryjno-Technologiczny
- Wydział Finansów
- Wydział Weterynarii
- Wydział Studiów Podyplomowych